# Kirche Neuhausen (Gurjewsk)

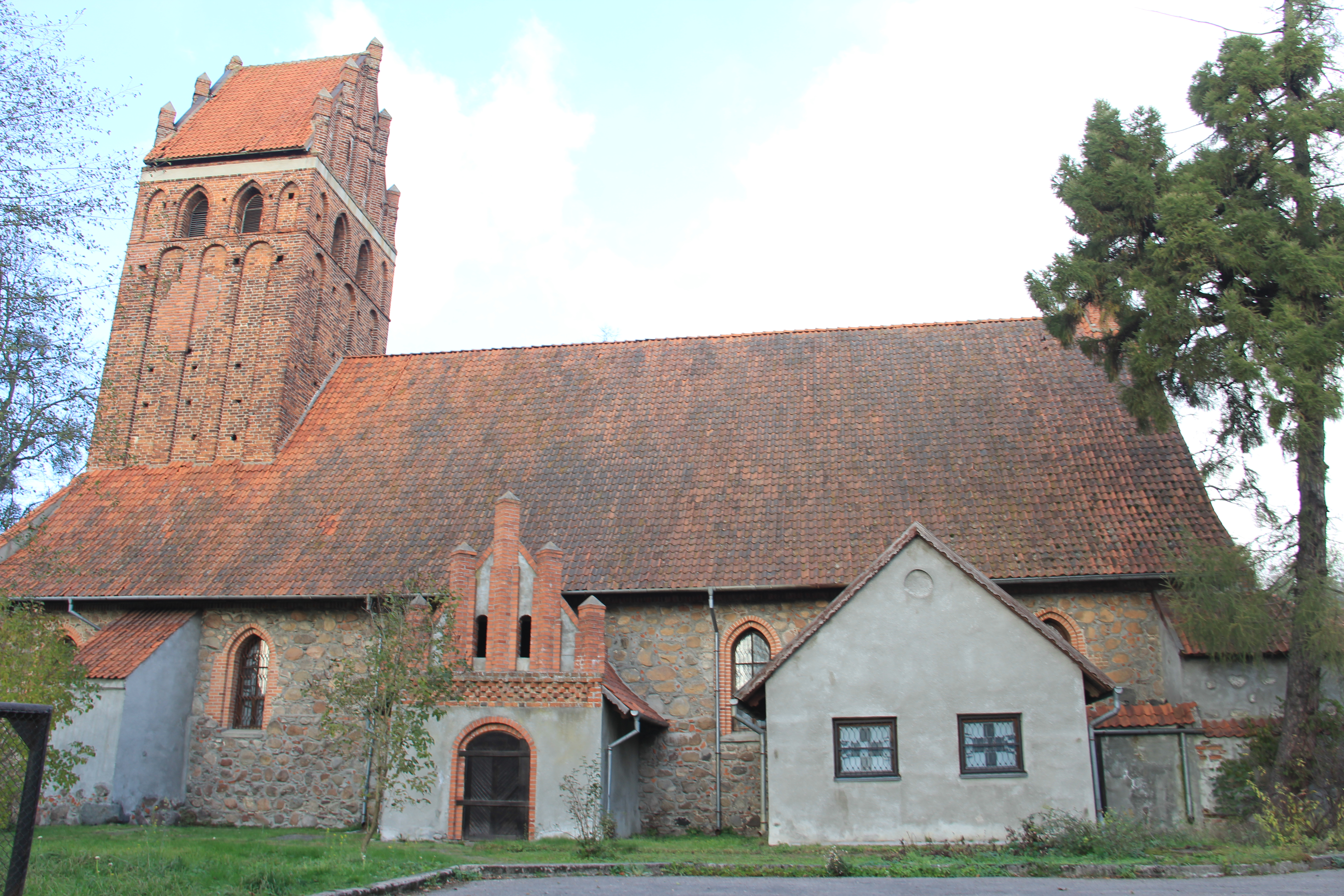
Kirche Neuhausen in Gurjewsk

Grundriss der Kirche

Die Kirche Neuhausen (in kyrillischer Transkription: Кирха Нойхаузен) ist eine Kirche im heute russischen Gurjewsk in der Oblast Kaliningrad, dem früheren nördlichen Ostpreußen Deutschlands.

## Geschichte
Neuhausen war Sitz des ermländischen Domkapitels. In der Ordenszeit wurde das Schloss als Sommersitz genutzt, unter Herzog Georg Wilhelm als Jagdsitz.
Die Kirche in Neuhausen wurde im 14. Jahrhundert angelegt; sie wurde nach der Reformation evangelisch.

Ehemalige evangelische Kirche Neuhausen
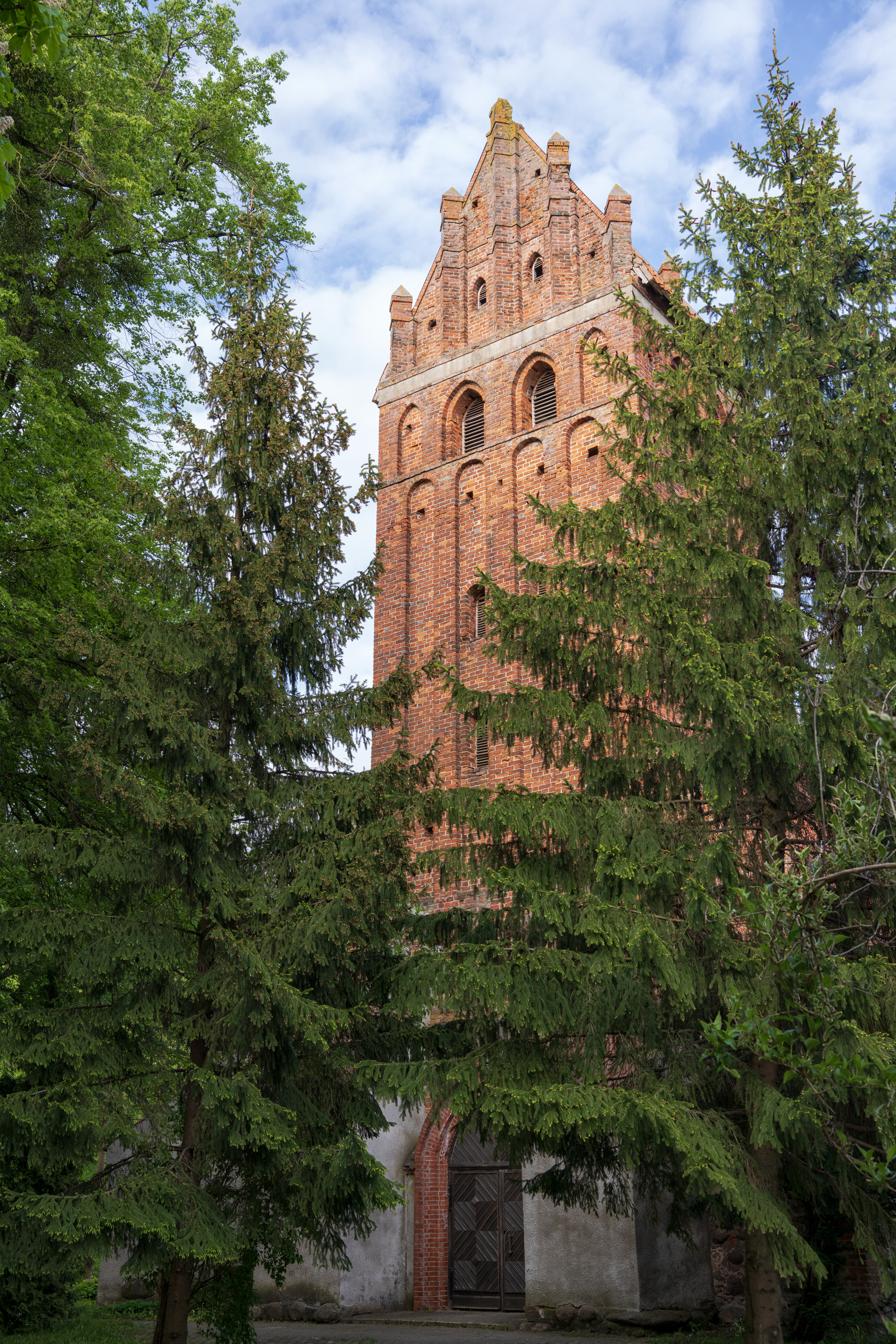
Westturm mit Portal (2024)
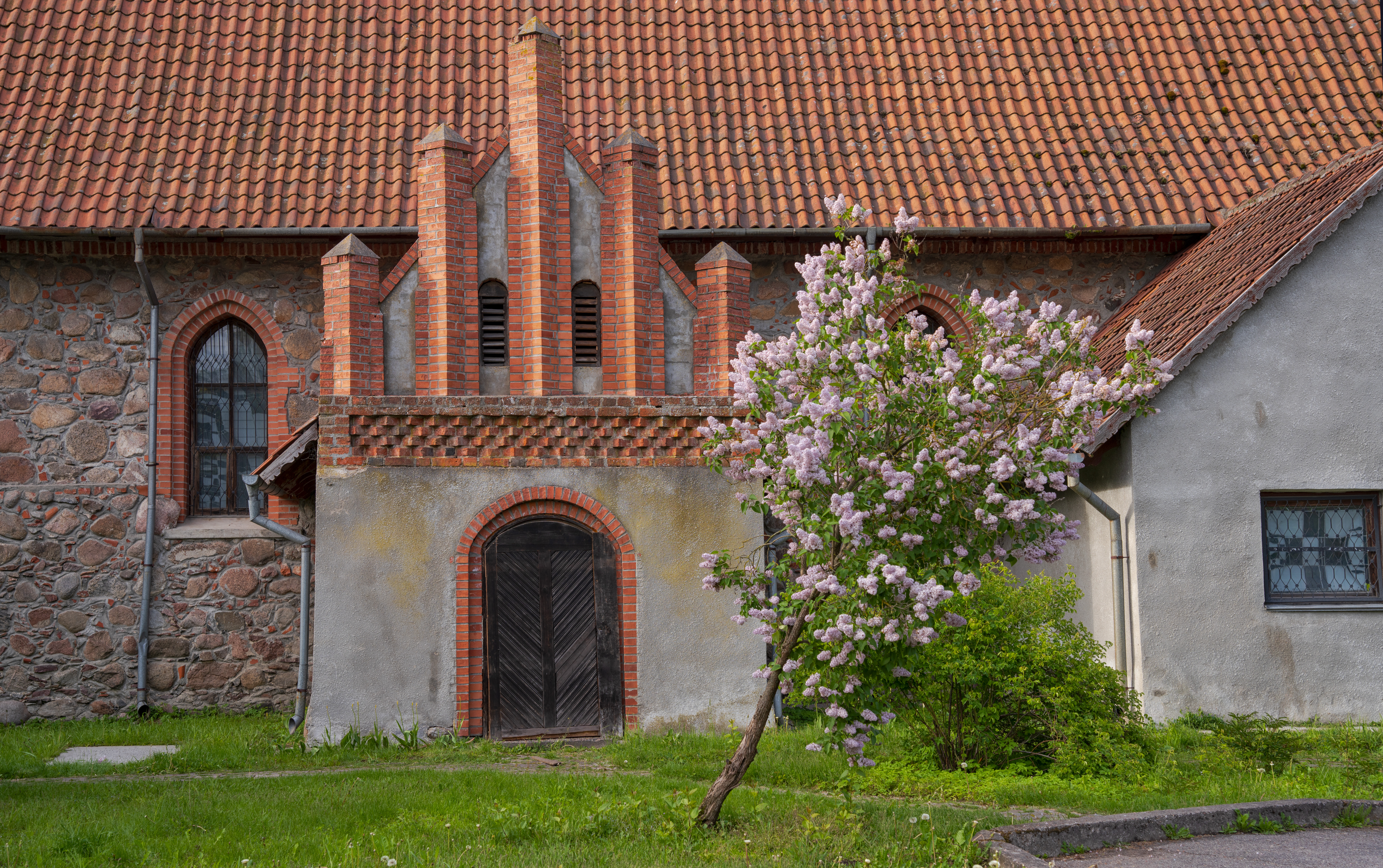
Seiteneingang (2024)
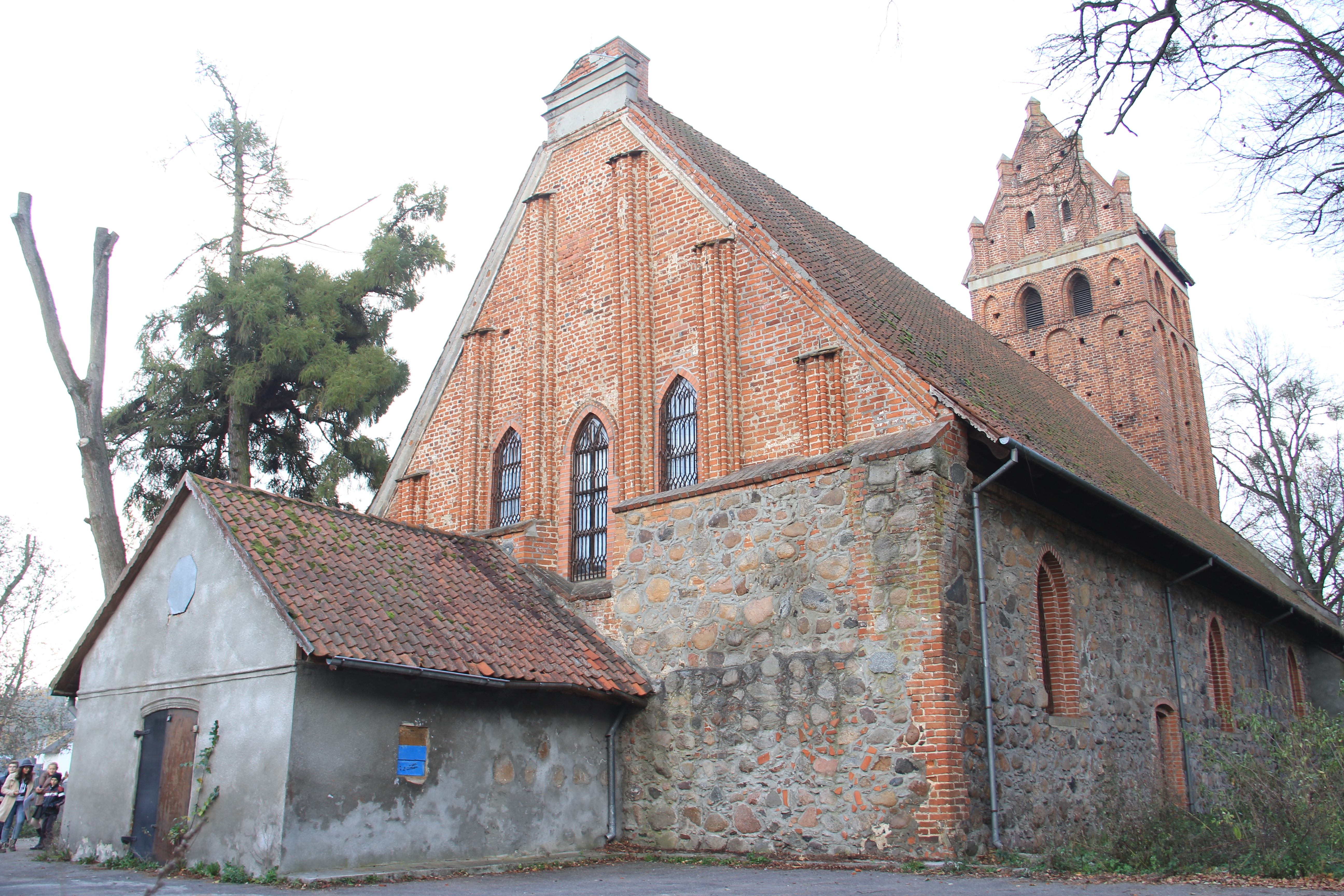
Ostseite (2014)
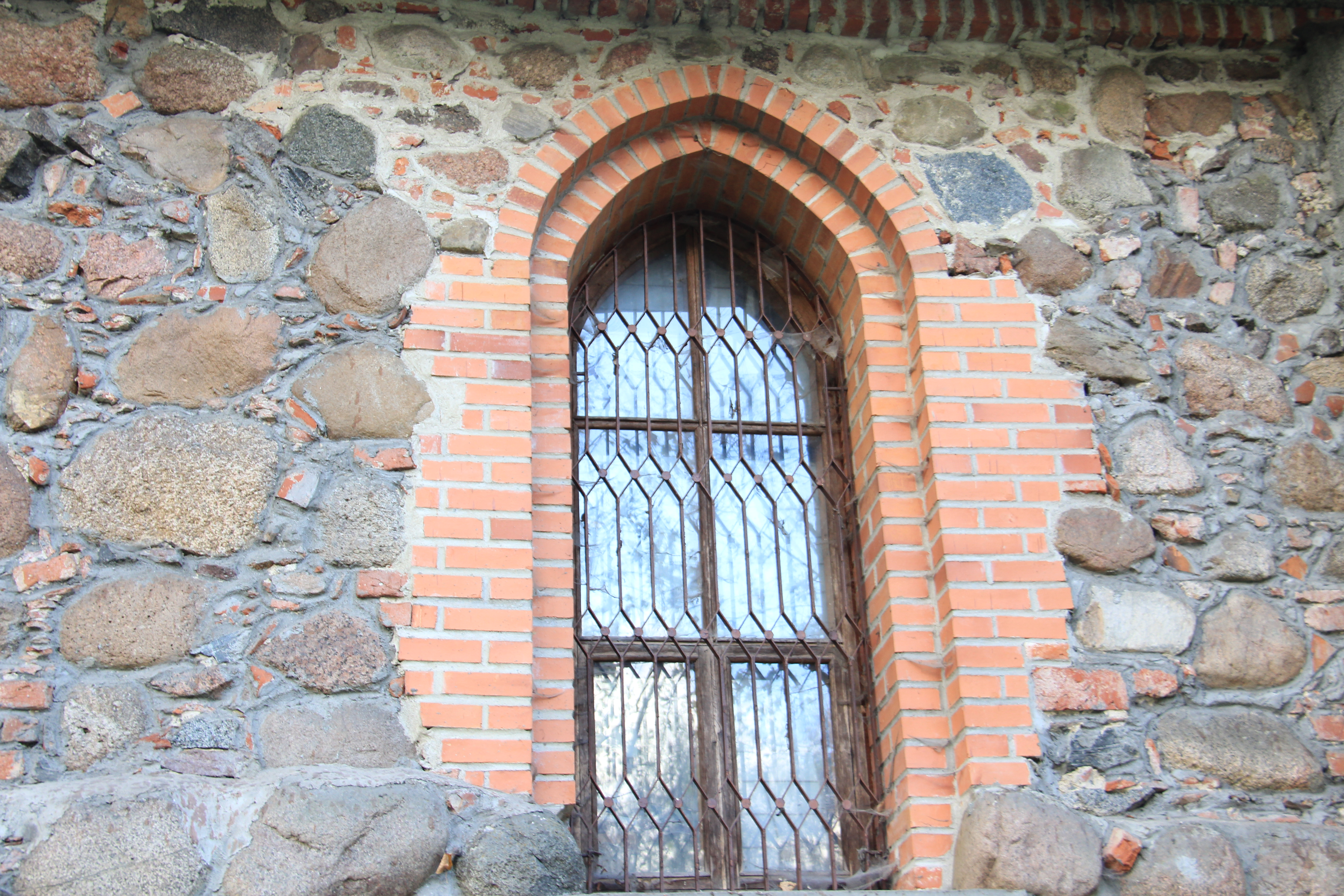
Fenster (2014)
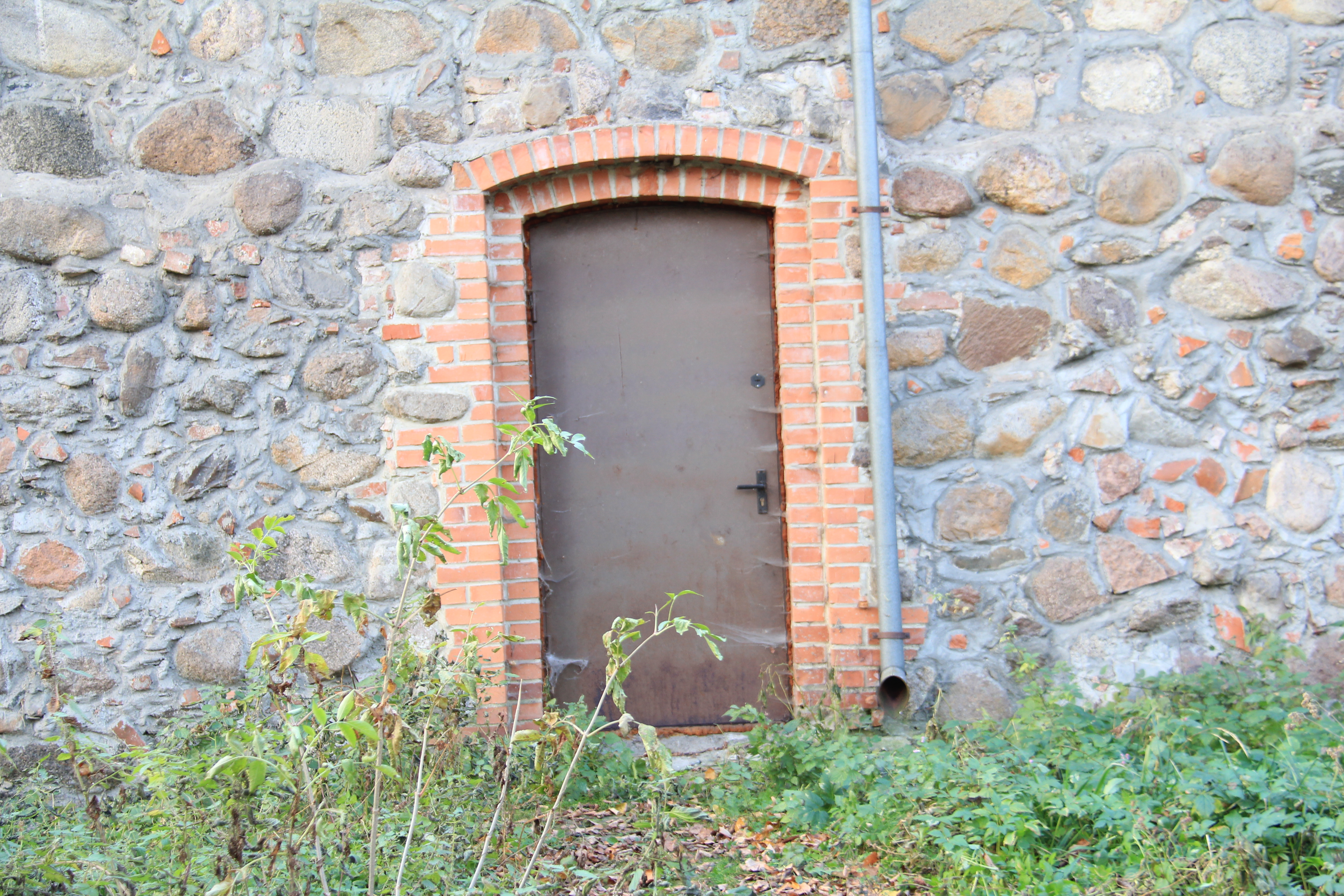
Nebeneingang (2014)

## Bauwerk
Das Turmdach hat zwei fünfteilige Staffelgiebel. Die Streben stehen übereck und sind von Putzbändern durchquert, was auf eine späte Bauzeit um 1500 hinweist. Das Kirchenschiff war ursprünglich klein und wurde noch vor 1400 in Granit und Ziegelwerk vergrößert. Wandmalereien aus dieser Zeit sind heute unter Putzschichten verborgen. Das Portal an der Südvorhalle weist als Besonderheit bereits einen Rundbogen auf. Der Altar von 1689 bis 1691 war Hauptwerk von Isaac Riga aus Königsberg. Taufkammer, Beichtstuhl, Sitz für den König nach 1701 stammen auch aus dessen Schule.